# Limnomedusa macroglossa
Limnomedusa macroglossa is een kikker uit de familie Alsodidae. De soort werd lange tijd tot de familie Cycloramphidae gerekend. De soort werd voor het eerst wetenschappelijk beschreven door André Marie Constant Duméril en Gabriel Bibron in 1841. Oorspronkelijk werd de wetenschappelijke naam Cystignathus macroglossus gebruikt. Het is de enige soort uit het geslacht Limnomedusa.
De soort komt voor in delen van Zuid-Amerika en leeft in de landen Argentinië, Brazilië, Uruguay en mogelijk in Paraguay. Het biotoop bestaat uit subtropische of tropische streken, zoals bossen en graslanden tot 1200 meter boven zeeniveau. De kikker leeft langs stroompjes met een rotsige bodem, de larven groeien op in tijdelijke poeltjes.
Alsodes · 
Eupsophus · 
Limnomedusa